# Župnija Grosuplje
Župnija Grosuplje je rimskokatoliška teritorialna župnija Dekanije Grosuplje Nadškofije Ljubljana.
Župnijska cerkev je cerkev svetega Mihaela.

## Zgodovina
Župnija je bila ustanovljena leta 1964.
Grosupeljska župnija je leta 2021 kot prva župnija v Sloveniji dobila električno polnilnico za avtomobile, za katero je zaslužen župnik Martin Golob.

### Farne spominske plošče v župniji Grosuplje
V župniji Grosuplje so postavljene Farne spominske plošče, na katerih so imena vaščanov iz okoliških vasi (Brezje, Brvace, Gatina, Grosuplje, Jerova vas, Lobček, Mala Stara vas, Malo Mlačevo, Perovo, Spodnja Slivnica, Spodnje Blato, Stranska vas, Veliko Mlačevo in Zagradec), ki so umrli v boju proti komunizmu v letih 1941–1945. Skupno je na ploščah 134 imen.